# 천 생리대
천 생리대는 월경액(자궁 내막의 혈액)을 수집하기 위해 속옷에 착용하는 천 패드이다. 재사용이 가능한 생리위생용품의 일종으로 생리대나 생리컵을 대체할 수 있는 제품이다. 재사용이 가능하기 때문에 일반적으로 시간이 지남에 따라 일회용 패드보다 가격이 저렴하고 폐기물 발생량도 줄어든다.
일반적으로 이 제품은 월경, 출산 후 출혈 또는 질에서 혈액의 흐름을 흡수하거나 정기적인 오염으로부터 속옷을 보호해야 하는 기타 상황 중에 착용하는 흡수성 직물(예: 면섬유 또는 대마) 층으로 만들어진다. 사용 후에는 세척, 건조 후 재사용한다.

## 같이 보기
- 팬티라이너